# 広島県道158号尾道新市線
広島県道158号尾道新市線（ひろしまけんどう158ごう おのみちしんいちせん）は、広島県尾道市から福山市に至る一般県道である。

## 概要
尾道市美ノ郷町白江（しろえ）から福山市新市町大字相方（さがた）に至る。

### 路線データ
- 起点：尾道市美ノ郷町白江（木梨口交差点、国道184号交点）
- 終点：福山市新市町大字相方（広島県道157号松永新市線交点）
- 総延長：15.9 km
- 異常気象時通行規制区間：福山市本郷町 - 福山市芦田町大字上有地（3.2 km）

## 歴史
- 1996年（平成8年）4月25日 - 広島県告示第469号により認定される。

前身は広島県道401号新市本郷線の全線と広島県道48号府中松永線・広島県道384号下川辺尾道線の各一部、尾道市道である。
- 1998年（平成10年）8月27日 - 広島県告示第857号で広島県道401号新市本郷線が廃止されたことにより福山市本郷町 - 福山市新市町大字相方（終点）間で存在した同路線との重用関係が消滅する。
- 2003年（平成15年）2月3日 - 芦品郡新市町が福山市に編入されたことに伴い、終点の地名表記が芦品郡新市町相方から福山市新市町大字相方に変更される。

## 路線状況
狭隘箇所が多く、尾道市原田町梶山田 - 尾道市原田町小原間および福山市本郷町 - 福山市芦田町大字下有地間は大型車の通行や離合は困難である。
尾道市原田町小原 - 福山市本郷町間で重用する広島県道48号府中松永線は1976年（昭和51年）に主要地方道に昇格するまで広島県道158号府中松永線であった。よって、同区間では新旧広島県道158号が重用している格好になっている。

### 重複区間
- 広島県道48号府中松永線（尾道市原田町小原 - 福山市本郷町）
- 広島県道396号柞磨駅家線（福山市芦田町大字下有地）

### 道路施設

#### 橋梁
- 宮前橋（藤井川、尾道市）
- 瀬戸丁橋（木梨川、尾道市）
- 枝広川（有地川、福山市）
- 梅ノ木橋（久田谷川、福山市）

## 地理

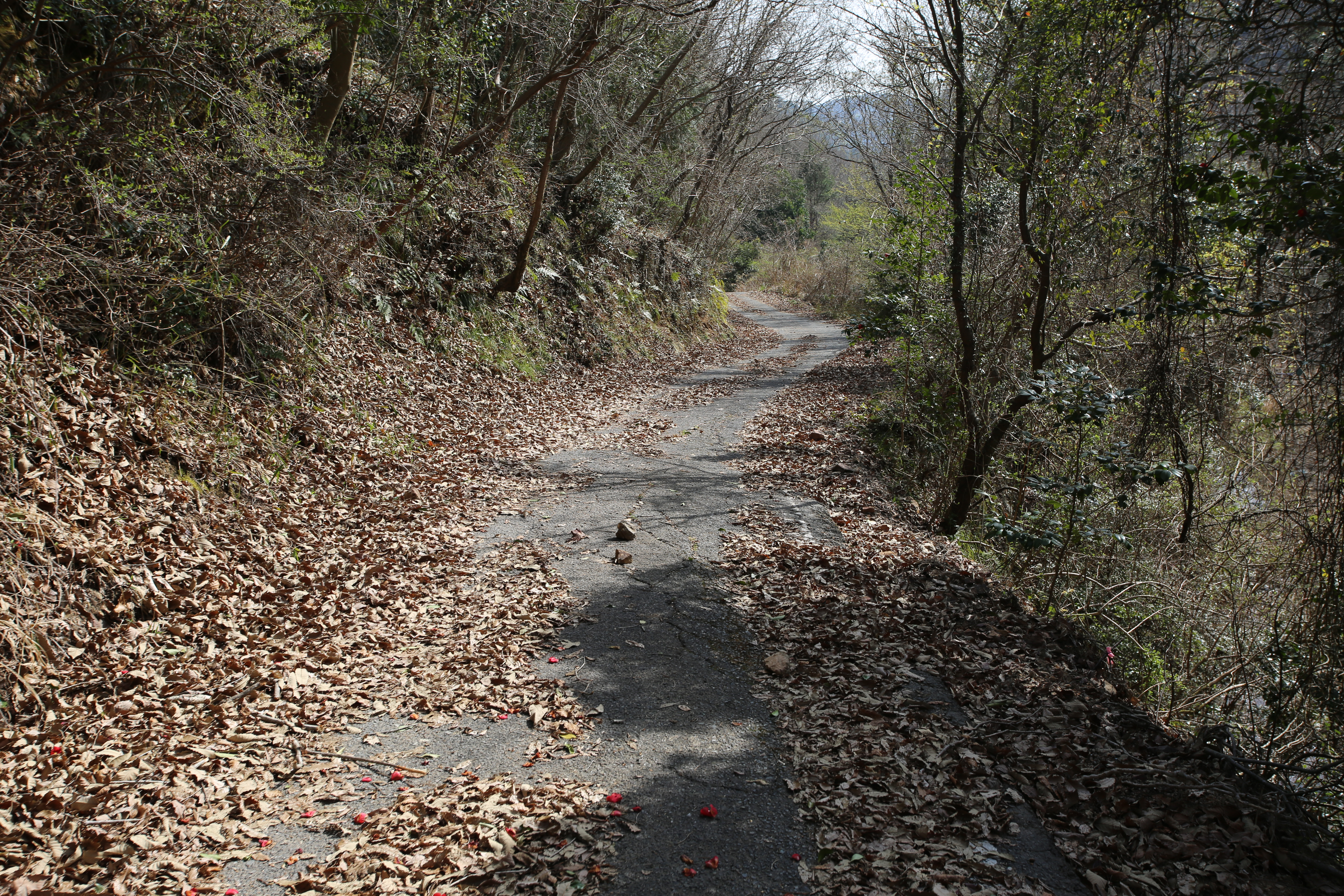
本郷温泉地区を少し上った場所、峠まではまだ少しある

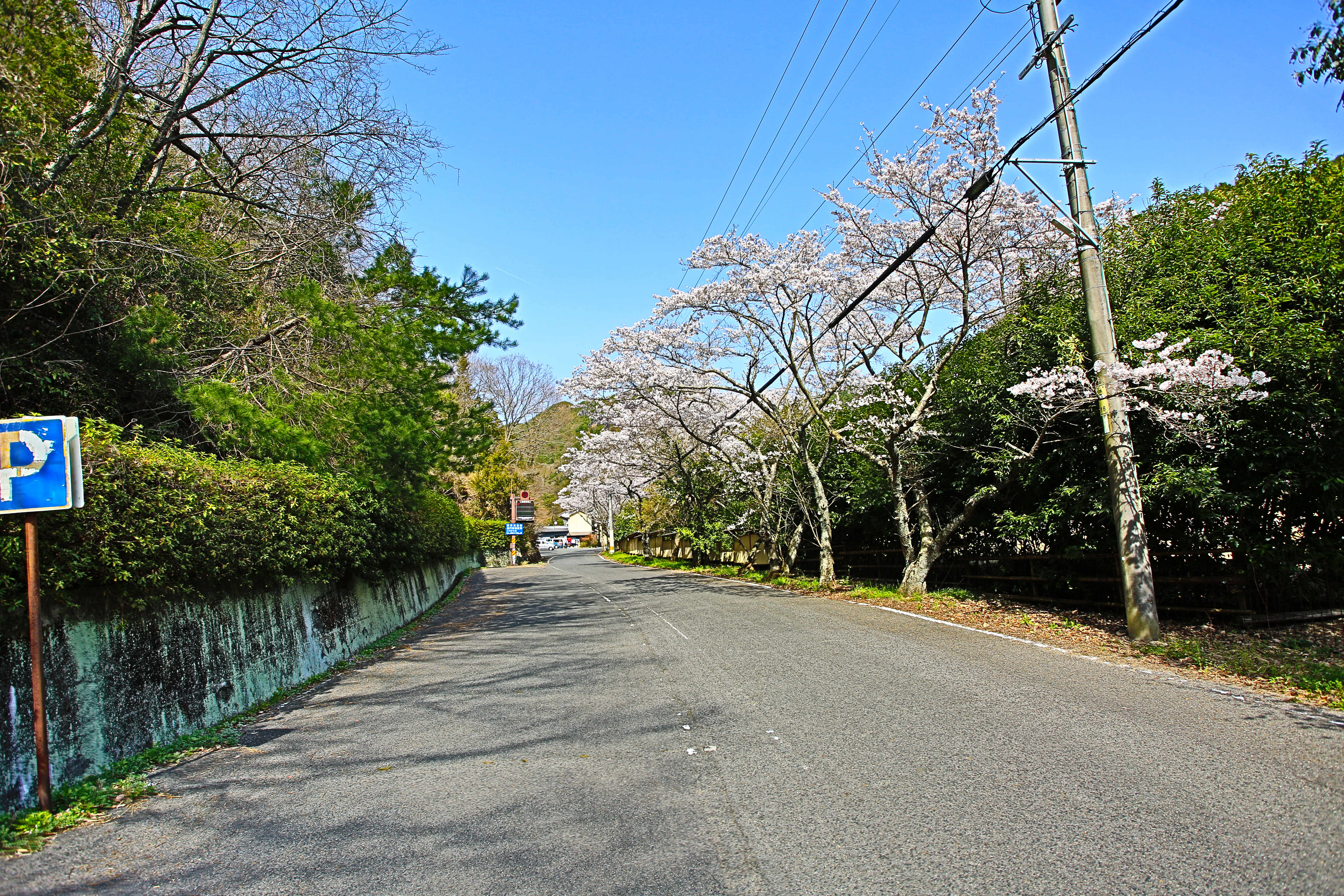
大谷川沿いの本郷温泉では広島県道158号尾道新市線はメインストリートとなる

### 通過する自治体
- 広島県
  - 尾道市 - 福山市

### 交差する道路
| 交差する道路                         | 市町村名 | 交差する場所             | 交差する場所        |
| ------------------------------------ | -------- | ------------------------ | ------------------- |
| 国道184号                            | 尾道市   | 美ノ郷町白江（しろえ）   | 木梨口交差点 / 起点 |
| 広島県道384号下川辺尾道線            | 尾道市   | 原田町梶山田             |                     |
| 広島県道48号府中松永線 重複区間起点  | 尾道市   | 原田町小原               |                     |
| 広島県道48号府中松永線 重複区間終点  | 福山市   | 本郷町                   |                     |
| 広島県道396号柞磨駅家線 重複区間起点 | 福山市   | 芦田町大字下有地         |                     |
| 広島県道396号柞磨駅家線 重複区間終点 | 福山市   | 芦田町大字下有地         |                     |
| 広島県道157号松永新市線              | 福山市   | 新市町大字相方（さがた） | 終点                |

### 沿線
- 尾道うずしおカントリークラブ
- 福山市役所芦田支所
- 福山市立動物園
- 大谷砂留
- 本郷温泉
- 福山市立芦田中学校